# Gretchen Mol
Gretchen Mol est une actrice américaine née le 8 novembre 1972 à Deep River, dans le Connecticut (États-Unis).

## Biographie
Gretchen Mol est née le 8 novembre 1972 à Deep River, Connecticut (États-Unis).
Elle a un frère, Jim Mol.

### Vie privée
Elle est mariée au réalisateur Tod Williams depuis 2004. Ils ont deux enfants, un fils, Ptolemy John Williams, né en 2007 et une fille Winter Morgan Williams, née en 2011.

## Filmographie

### Cinéma

#### Longs métrages
- 1996 : Girl 6 de Spike Lee : Une fille
- 1996 : Nos funérailles (The Funeral) d'Abel Ferrara : Helen
- 1997 : Donnie Brasco de Mike Newell : La petite amie de Sonny
- 1997 : Suicide Club (The Last Time I Committed Suicide) de Stephen Kay : Mary Greenway
- 1997 : The Deli de John A. Gallagher : Mary
- 1998 : Les Joueurs (Rounders) de John Dahl : Jo
- 1998 : New Rose Hotel d'Abel Ferrara : La femme d’Hiroshi
- 1998 : Celebrity de Woody Allen : Vicky
- 1998 : Road to Graceland (Finding Graceland) de David Winkler : Beatrice Gruman
- 1998 : Le Cygne du destin (Music From Another Room) : Anna Swan
- 1999 : Passé virtuel (The Thirteenth Floor) de Josef Rusnak : Jane Fuller / Natasha Molinaro
- 1999 : Broadway, 39e rue (Cradle Will Rock) de Tim Robbins : Marion Davies
- 1999 : Accords et Désaccords (Sweet and Lowdown) de Woody Allen : Ellie
- 1999 : Les Amants éternels (Forever Mine) de Paul Schrader : Ella Brice
- 1999 : Just Looking de Jason Alexander : Hedy Coletti
- 2000 : Attraction de Russell DeGrazier : Liz
- 2000 : Get Carter de Stephen T. Kay : Audrey (non-créditée)
- 2003 : Fausses Apparences (The Shape of Things) de Neil LaBute : Jenny
- 2005 : The Notorious Bettie Page de Mary Harron : Bettie Page
- 2006 : Puccini et moi (Puccini for Beginners) de Maria Maggenti : Grace
- 2007 : 3 h 10 pour Yuma (3:10 to Yuma) de James Mangold : Alice Evans
- 2007 : The Ten de David Wain : Gloria
- 2007 : Trainwreck : My Life as an Idoit de Tod Harrison Williams : Lynn
- 2008 : Tenure de Mike Million : Elaine Grasso
- 2008 : La Patriote (An American Affair) de William Olsson : Catherine Caswell
- 2014 : Girls Only (Laggies) de Lynn Shelton : Bethany
- 2015 : True Story de Rupert Goold : Karen
- 2015 : Anesthesia de Tim Blake Nelson : Sarah
- 2016 : Manchester by the Sea de Kenneth Lonergan : Elise Chandler
- 2016 : Last Call (A Family Man) de Mark Williams : Elise Jensen
- 2020 : False Positive de John Lee (en) : Infirmière Dawn
- 2022 : Palm Trees and Power Lines de Jamie Dack : Sandra
- 2025 : Millers in Marriage d'Edward Burns : Eve Miller

#### Courts métrages
- 1998 : Bleach de Bill Platt : Gwen
- 2000 : Zoe Loses It d'Amie Steir : Amber
- 2004 : Heavy Put-Away de Joel Plotch : Mary

### Télévision

#### Séries télévisées
- 1996 : Lonesome Dove : Les Jeunes Années (Dead Man’s Walk) : Maggie
- 1996 : Spin City : Gwen
- 2002 : Girls Club : Lynne Camden
- 2008 : Life on Mars : Annie Norris
- 2010 - 2014 : Boardwalk Empire : Gillian Darmody
- 2015 : Mozart in the Jungle : Nina Robertson
- 2016 : Chance : Jaclyn Blackstone
- 2018 : Yellowstone : Evelyn Dutton
- 2018 : Nightflyers : Dr Agatha Matheson
- 2018 : Seven Seconds : Sam Hennessy
- 2020 : The Twilight Zone : La quatrième dimension (The Twilight Zone) : Janet Warren
- 2021 : Perry Mason : Linda
- 2022 : American Gigolo : Michelle Stratton

#### Téléfilms
- 1996 : Avis de coup de vent (Calm at Sunset) de Daniel Petrie : Emily
- 2000 : Picnic d'Ivan Passer : Madge Owens
- 2002 : La Splendeur des Amberson (The Magnificent Ambersons) d'Alfonso Arau : Lucy Morgan
- 2006 : The Valley of Light de Brent Shields : Eleanor
- 2008 : L’Enfant du secret (The Memory Keeper’s Daughter) de Mick Jackson : Nora Henry

## Voix françaises
- Barbara Beretta[1] dans :
  - Boardwalk Empire (série télévisée)
  - Last Call
  - The Twilight Zone : La Quatrième Dimension (série télévisée)
  - False Positive
  - American Gigolo (série télévisée)

- Laurence Dourlens[1] dans (les séries télévisées) :
  - Life on Mars
  - Yellowstone

Et aussi
- Barbara Kelsch dans Les Joueurs
- Laura Préjean dans Passé virtuel
- Dominique Wagner dans L'Enfant du secret (téléfilm)
- Stéphanie Lafforgue dans Chance (série télévisée)
- Micky Sébastian dans Nightflyers (série télévisée)